# Strumenti ad ancia libera
Esempi di strumenti ad ancia libera sono la fisarmonica, l'armonica a bocca e l'armonium che hanno ance libere in metallo. Solitamente le ance sono ricavate da pezzetti di fusto di canna comune, Arundo donax, specie del genere Arundo.